# Crônica de Edessa
Crônica de Edessa (em latim: Chronicon Edessenum), ou História de Breves Eventos, é uma curta crônica mesopotâmica confeccionada em Edessa, na Ásia Menor, datada de ca. 540. Na forma atual, provavelmente seria uma versão abreviada duma crônica maior, tendo ela servido como base para crônicas posteriores. Inicia com o elaborado relato da inundação ocorrida em Edessa em 202 e termina com uma lista de quatro grandes inundações da cidade.
Escrita em siríaco, é basicamente uma lista de eventos clericais notáveis relacionados com a história edessena entre os séculos III e VI com algum material adicional da história romana. Ela contêm excertos dos arquivos do arquivo de Edessa, bem como de outras fontes, e serve como importante fonte para o estudo da propagação do cristianismo no mundo siríaco.